# Гордон (раб)

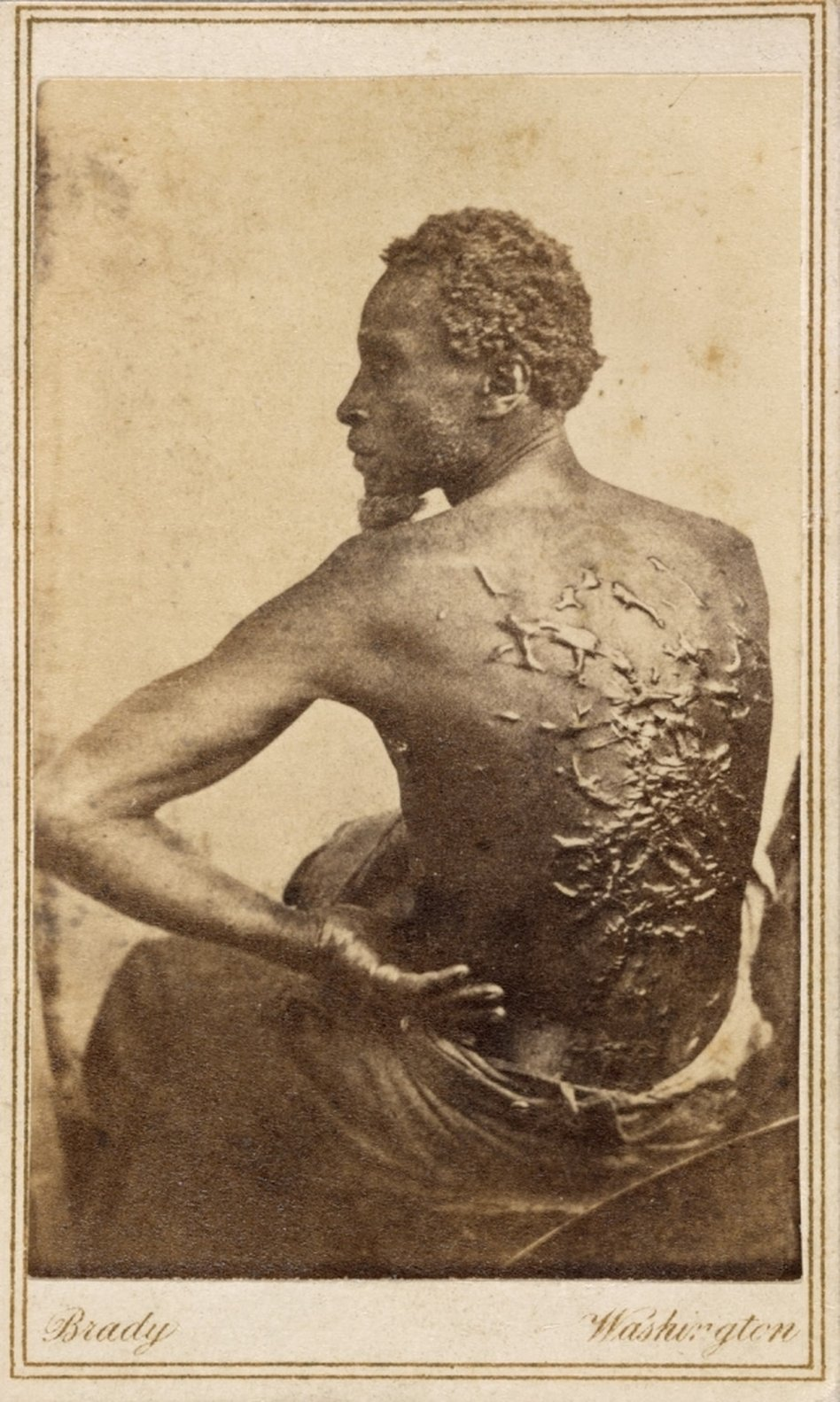

Гордон (XIX век; точные даты рождения и смерти неизвестны) — беглый раб-афроамериканец родом из Миссисипи или Луизианы, получивший известность во время Гражданской войны в США, когда в марте 1863 года бежал из рабства с плантации и впоследствии вступил в один из так называемых «цветных полков» армии Союза. Сбежав с плантации в Сент-Лендри, он предварительно натёр своё тело луком, чтобы его не выследили собаки-ищейки. Проделав за 10 дней путь длиной в 129 миль, Гордон добрался до лагеря армии Союза в Батон-Руж, Луизиана.
Его фотография со спины, на которой хорошо видны большие шрамы от частых избиений плетью, стала одной из первых фотографий, использовавшихся в качестве пропаганды, а также самой известной фотографией раба, сделанной в период Гражданской войны. Аболиционистское движение активно публиковало эту фотографию для распространения своих идей о бесчеловечности и незаконности рабовладения. 4 июля 1863 года фотография была опубликована в журнале Harper’s Weekly как демонстрация жестокости рабовладельцев Юга, послужив стимулом для множества чернокожих к вступлению в ряды армии Союза.
В 2022 году на Apple TV+ вышел основанный на истории побега фильм «Освобождение» режиссёра Антуана Фукуа с Уиллом Смитом в главной роли.